# Lencho Salazar
Lorenzo Salazar Morales, conocido como Lencho Salazar (Naranjo, Alajuela, 4 de diciembre de 1931 - Naranjo, 28 de agosto de 2024), fue un músico y folclorista costarricense, una de las figuras más importantes de la canción típica humorística costarricense.

## Biografía
Inició su carrera musical en junio de 1936 con tan solo cinco años de edad, impulsado por su madre Elisa Morales Corrales.
En 1996, el Ministerio de Cultura y Juventud de Costa Rica lo declaró miembro de la Galería de Cultura Popular Costarricense.
Intérprete de muchos instrumentos musicales. Fue la figura más importante de la canción típica humorística costarricense. En ellas recoge leyendas y tradiciones populares de la cultura costarricense, expresadas en un lenguaje coloquial.